# Adrián Gual

El rocío (1897), de Museo Nacional de Arte de Cataluña, Barcelona

Adrián Gual Queralt (Barcelona, 1872-Barcelona, 1943) fue un dramaturgo, director, escenógrafo y empresario teatral español, impulsor de la Escuela Catalana de Arte Dramático, pintor y pionero del cine en Barcelona.

## Biografía
Fundó el «Teatre Íntim» (Teatro Íntimo) en 1898 con un grupo de amigos para promover un teatro moderno que revitalizara la rutina dominante. Evolucionó del vanguardismo elitista hacia una cierta ‘dimensión ciudadana’. El Teatre Intim funcionó de forma intermitente durante treinta años, hasta 1928. En su repertorio figuraron autores clásicos, contemporáneos europeos como Ibsen, Maeterlinck, Hauptmann, D'Annunzio, dramaturgos catalanes de su entorno, Galdós, Benavente, además de las obras del propio Gual. Llevó a la práctica el principio de autonomía de la escenificación, diferenciándola de la literatura dramática con la ineludible presencia de un director. Recibió influencias de André Antoine, del Arte Total, de las creaciones ambientales de los simbolistas a través de los espectáculos de Paul Fort y Lugné-Poë, y de los progresos técnicos y científicos de la escena en su época. Fue director de la Escuela Catalana de Arte Dramático y director artístico de la productora Barcinógrafo (1913). Dejó unas interesantes memorias, Mitja vida de teatre (1960), editadas tras su muerte. Gual, que también se desempeñó como ilustrador, en su faceta de artista plástico se centró en el esteticismo del estilo modernista.

## Obra teatral
- Oh, Estrella! (1891)
- La mosca vironera (1891)
- La visita (1893)
- L'últim hivern (El último invierno) (1893)
- La mar brama (1894)
- Morts en vida (Muertos en vida) (1894)
- El perill (El peligro) (1895)
- Nocturn (Audante Morat) (1895)
- Blancaflor (1897)
- Silenci (Drama de món)- (Silencio, drama de mundo) (1898)
- L'emigrant (El emigrante) (1900)
- Camí d'Orient (Camino de Oriente) (1901)
- Misteri de dolor (Misterio de dolor) (1901)
- Les alegres comediantes (1902)
- La fi de Tomàs Reynald (1904)
- Els pobres menestrals (Los pobres menestrales) (1906)
- Marcolf (1907)
- La pobra Berta (1907)
- Donzell qui cerca muller (Doncel quien busca mujer) (1910)
- En Jordi Flama (1911)
- L'Arlequí vividor (El Arlequín vividor) (1912)
- La comèdia extraordinària de l’home que va perdre el temps (La comedia extraordinaria del hombre que perdió el tiempo) (1913)
- La gran família (1915)
- Els avars (Los avaros) (1916)
- Shumann al vell casal (Shumann al viejo casal) (1916)
- Els pastors en revolta (Los pastores en revuelta) (1916)
- Les filoses (Las hilanderas) (1916)
- La serenata (1916)
- Joan Ezequiel (1916)
- Hores d'amor i de tristesa (Horas de amor y de tristeza) (1916)
- Fígaro o la dama que s’avorria (Fígaro o lda dama que se aburría) (1917)
- La mentidera (La mentirosa) (1927)
- El camí (El camino) (1939)

## Obra cinematográfica

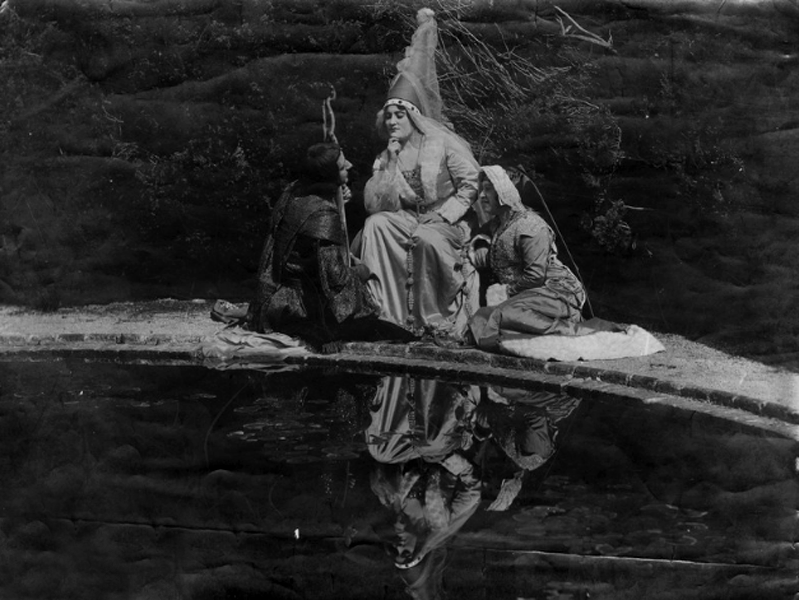
Fotograma de Fridolin (1914)

- El Alcalde de Zalamea (1914)
- Misteri de Dolor (1914)
- Fridolin (1914)
- La Gitanilla (1914)
- Los cabellos blancos (1914)
- Linito quiere ser torero (1915)
- El calvario de un héroe (1915)
- Un drama de amor (1915)

### Estudios en catalán
- Adrià Gual, Mitja vida de teatre: memòries d'Adrià Gual, Aedos, 1960.
- Adrià Gual, mitja vida de modernisme, Institut del Teatre, 1992.
- Carles Batlle i Jordà, El teatre d'Adrià Gual: 1891-1902, UAB, 1998.
- Carles Batlle i Jordà, Adria Gual (1891-1902): per un teatre simbolista, Abadía de Montserrat, 2001.
- Hermann Bonnin Llinàs, Adrià Gual i l'Escola Catalana d'Art Dramàtic (1913-1923), Dalmau, 1974.
- Enric Ciurans, Adrià Gual, Infiesta, 2000.
- Miquel Porter Moix, Adrià Gual i el cinema primitiu català, UB, 1985.
- Ricard Salvat, Adrià Gual i la seva època, Edicions 62, 1972.